# Giorgio Jerzy Rayzacher
Giorgio Rayzacher – reżyser, aktor i pisarz z obywatelstwem francuskim, polskim i włoskim.
Pochodzi z polsko-włoskiego małżeństwa. W dzieciństwie wyjechał z Polski. Ukończył reżyserię w Rzymie i asystował włoskim reżyserom. Jego debiutancki film dokumentalny Metilicon zdobył pierwszą nagrodę na festiwalu filmów w Wenecji. Wyreżyserował też filmy La Vendetta (wyemitowany we Włoszech) czy Raptus (produkcji francuskiej). Napisał książki: Księżniczka z Lyonu (wydaną w 1996 we Francji i dziesięć lat później w Polsce) i Dreszcze (wydaną w 2004 w Polsce). Jako aktor wystąpił m.in. w Pitbullu, Na sygnale i Zimnej wojnie.